# یس

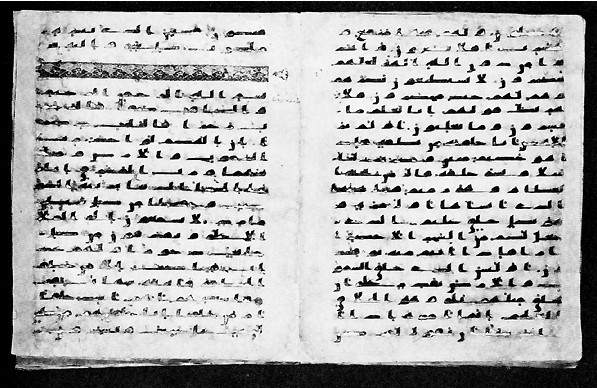
نسخه خطی از آیات ۷۲ تا ۸۳ سوره یس و آیات ۱ تا ۱۴ سوره صافات که در کتابخانه ملی مصر واقع در قاهره نگهداری می‌شود.

سوره یس (خوانده می‌شود: یاسین) سوره ۳۶ از قرآن است، ۸۳ آیه دارد، و سوره‌ای مکی است.
این سوره قلب قرآن نام گرفته‌است و روایات متعددی آن را از جمله سوره‌های مهم قرآن شمرده‌اند. محتوای این سوره در حالت کلی پیرامون توحید، معاد، وحی، قرآن، و بشارت و انذار است. بحث نخست پیرامون نبوت پیامبر اسلام و قرآن است؛ پس از بحثی پیرامون پیامبران قبلی و تسلی پیامبر، بحثی پیرامون توحید شده و سرانجام در مورد معاد و ویژگی‌های روز قیامت سخن می‌گوید.

## معنی یس
کلمهٔ «یس» (آیهٔ اول این سوره) از حروف مقطعهٔ قرآن است ولی معانی مختلفی توسط مسمانان برای آن ذکر شده‌است. از جمله اینکه «یا» به معنی حرف ندا و «سین» اشاره به محمد دارد. در روایتی از جعفر صادق آمده‌است که «یس» نام محمد است، به این دلیل که قرآن پس از آن می‌گوید «تو از پیامبرانی و بر راه راست».